# Dušan Radojević
Dušan Radojević (Kraljevo, 22 ottobre 1995) è un giocatore di football americano serbo, che gioca nel ruolo di offensive lineman per i Beograd Vukovi.